# Coppa del Baltico 1935
L'edizione 1935 della Coppa del Baltico fu la settima del torneo e fu vinta dalla Lituania, giunta al suo secondo titolo.

## Formula
Il torneo fu disputato su un girone con gare di sola andata giocate tutte a Tallinn nel giro di tre giorni: erano assegnati due punti alla vittoria, uno al pareggio e zero alla sconfitta.

## Classifica finale
| Pos. | Squadra  | Pt | G | V | N | P | GF | GS | DR |
| ---- | -------- | -- | - | - | - | - | -- | -- | -- |
| 1.   | Lituania | 3  | 2 | 1 | 1 | 0 | 4  | 3  | +1 |
| 2.   | Lettonia | 2  | 2 | 0 | 2 | 0 | 3  | 3  | +0 |
| 3.   | Estonia  | 1  | 2 | 0 | 1 | 1 | 2  | 3  | -1 |

## Risultati
| Arbitro: | Rudolf Eklöw |

|             |           |                            |
| Linberg 45’ | Marcatori | 32’ Jaškevičius 75’ Lingis |

| Arbitro: | Rudolf Eklöw |

|                     |           |                        |
| Vestermans 17’, 75’ | Marcatori | 33’ Lingis 54’ Gudelis |

| Arbitro: | Rudolf Eklöw |

|                  |           |               |
| Ellman-Eelma 59’ | Marcatori | 80’ Pētersons |